# Parc Raymond-Sibille
Ouvert au public en avril 2003, le parc Raymond Sibille appartient au conseil général des Hauts-de-Seine qui l’a mis à la disposition de la ville d’Antony à la fin de l’année 2002. Ce parc de  1,55 hectare situé à Antony dans les Hauts-de-Seine est remarquable pour ses arbres.

## Histoire
L'histoire de ce parc est ancienne puisqu'il figure déjà sur un plan de 1674. À l'intérieur de ce parc, plusieurs propriétés se sont succédé. On se souvient notamment de la propriété Velpeau du nom du célèbre chirurgien Alfred Velpeau, inventeur de la bande qui porte encore son nom, qui y vécut une retraite de sept ans avant sa mort en 1867. En 1815, la propriété appartient à M. de Ballainvilliers. Madame Velpeau, l’épouse du célèbre chirurgien en hérite. Sa fille la vendra aux pères Rédemptoristes (Congrégation du Très Saint Rédempteur) le 5 août 1889 pour y construire leur noviciat. À la suite de la Séparation des Églises et de l'État en 1905, ils devront quitter Antony dont ils sont expulsés le 13 juin 1908. Ils avaient entretemps construit de très importants bâtiments qui, repris par l'Assistance publique du département de la Seine, deviendront une pouponnière en 1911. Après la Seconde Guerre mondiale, elle sera baptisée Paul Manchon, en mémoire de cet inspecteur du service de l’Assistance Publique mort au champ d’honneur pendant la Première Guerre mondiale. Cette pouponnière, transférée et reconstruite au Plessis-Robinson par le conseil général, fut démolie en 2000 pour laisser la place au collège François Furet. Ce collège a été  inauguré le 7 février 2003 par Luc Ferry, ministre de l'Éducation nationale, et par Mona Ozouf, historienne, directeur de Recherche au CNRS. Le parc a été ouvert au public le 1er mai 2003
L'entrée du parc a conservé le porche d'entrée en pierre meulière de la pouponnière.

## Raymond Sibille
Raymond Sibille (1929-23 mars 2003), chevalier de la Légion d’honneur, succéda comme maire d’Antony à Patrick Devedjian devenu ministre, de mai 2002 jusqu’à son décès en mars 2003.
Élu d’Antony pendant 20 ans (1983-2003), il fut maire-adjoint chargé du personnel, puis des travaux et de l’urbanisme, enfin des finances. Il fut également président du club ABC (Antony Berny Cycliste) pendant trois ans puis président d’Antony-Sports pendant de longues années. Raymond Sibille consacra sa vie professionnelle à l'édition et en particulier à l'édition juridique où il termina sa carrière à la Direction de la maison d'édition Dalloz. Personnalité forte et attachante, Raymond Sibille s’est profondément dévoué aux affaires publiques d’Antony. Il a disparu peu de jours avant l’ouverture de ce parc, pour lequel il cherchait un nom approprié. C’est donc le sien qui reste associé à ce lieu historique car figurant déjà sur un plan de 1674.

## Les arbres
Les arbres magnifiques qui ornent le parc (cèdres, hêtres pourpres, arbres de Judée, tulipier de Virginie…) furent peut-être plantés, pour les plus anciens, par la famille de Balainvilliers au début du XIXe siècle.

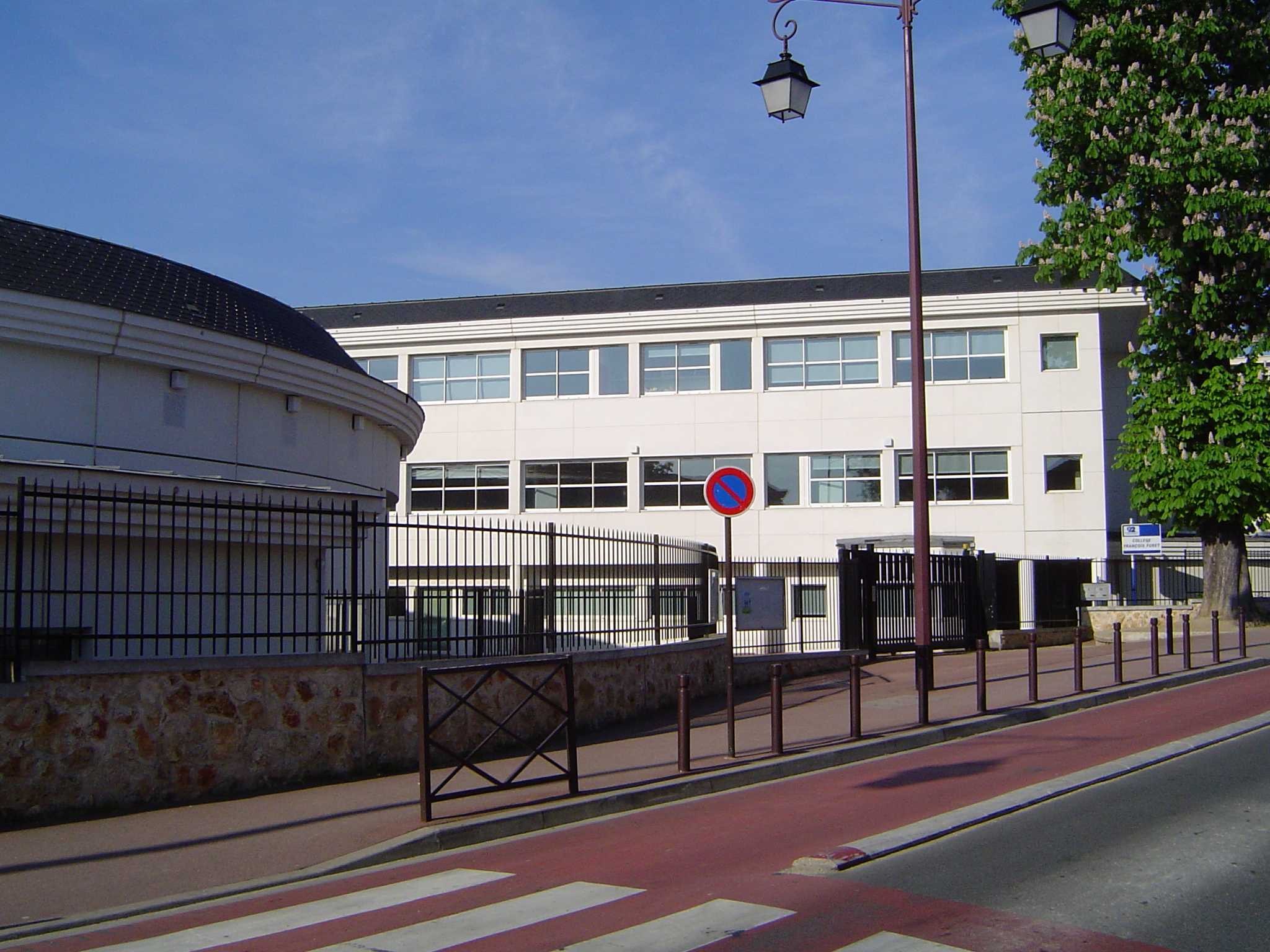
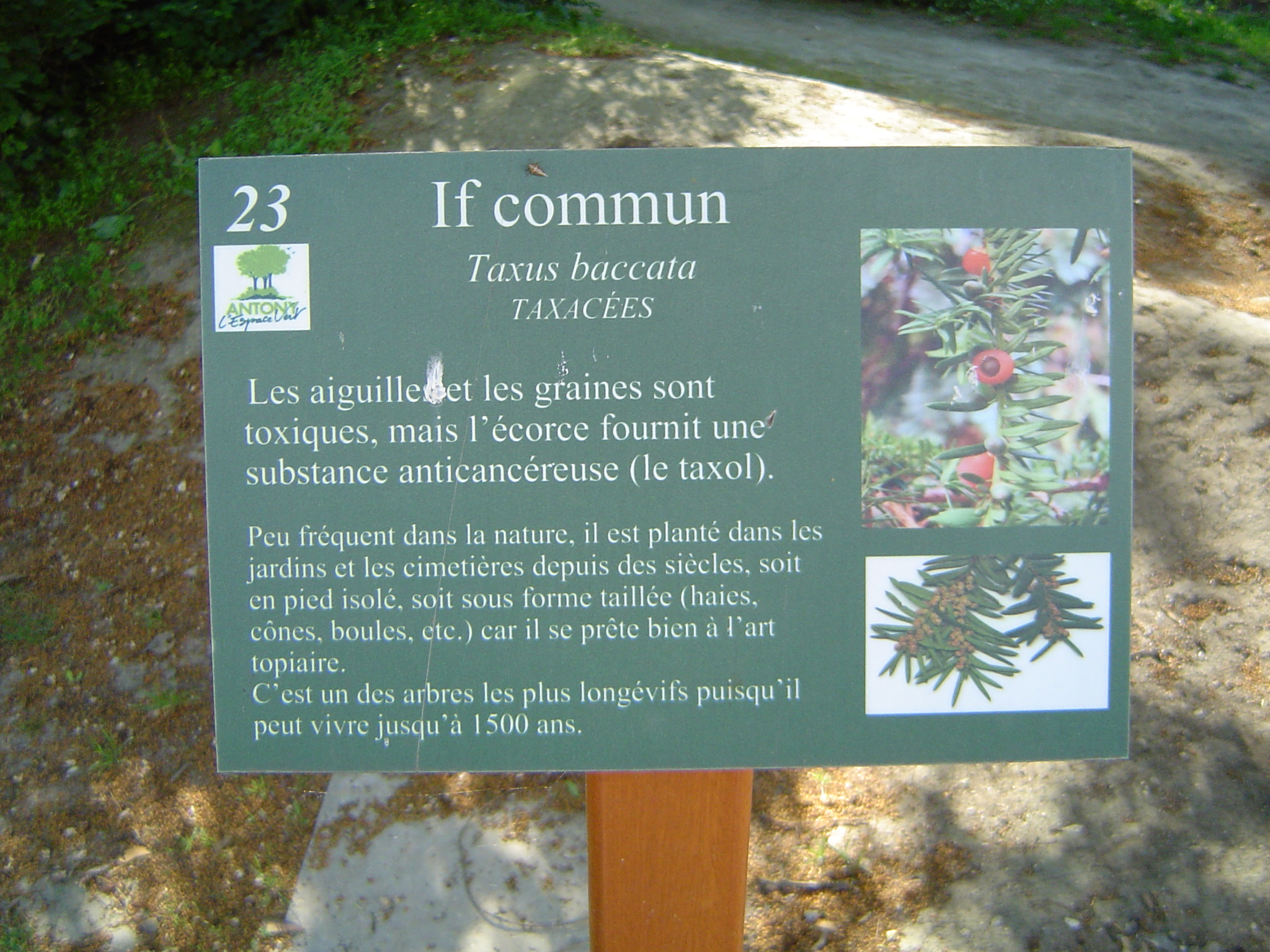
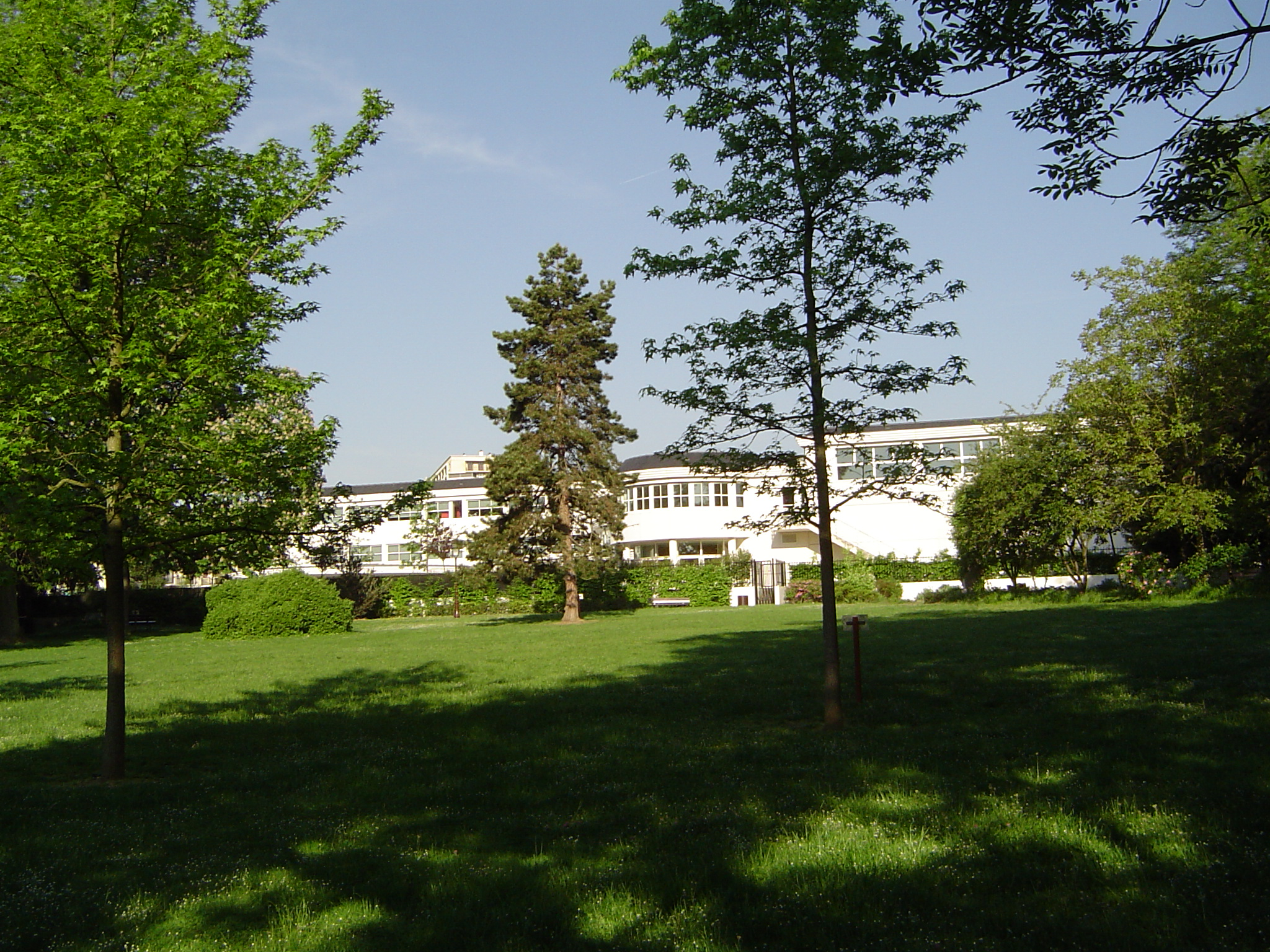
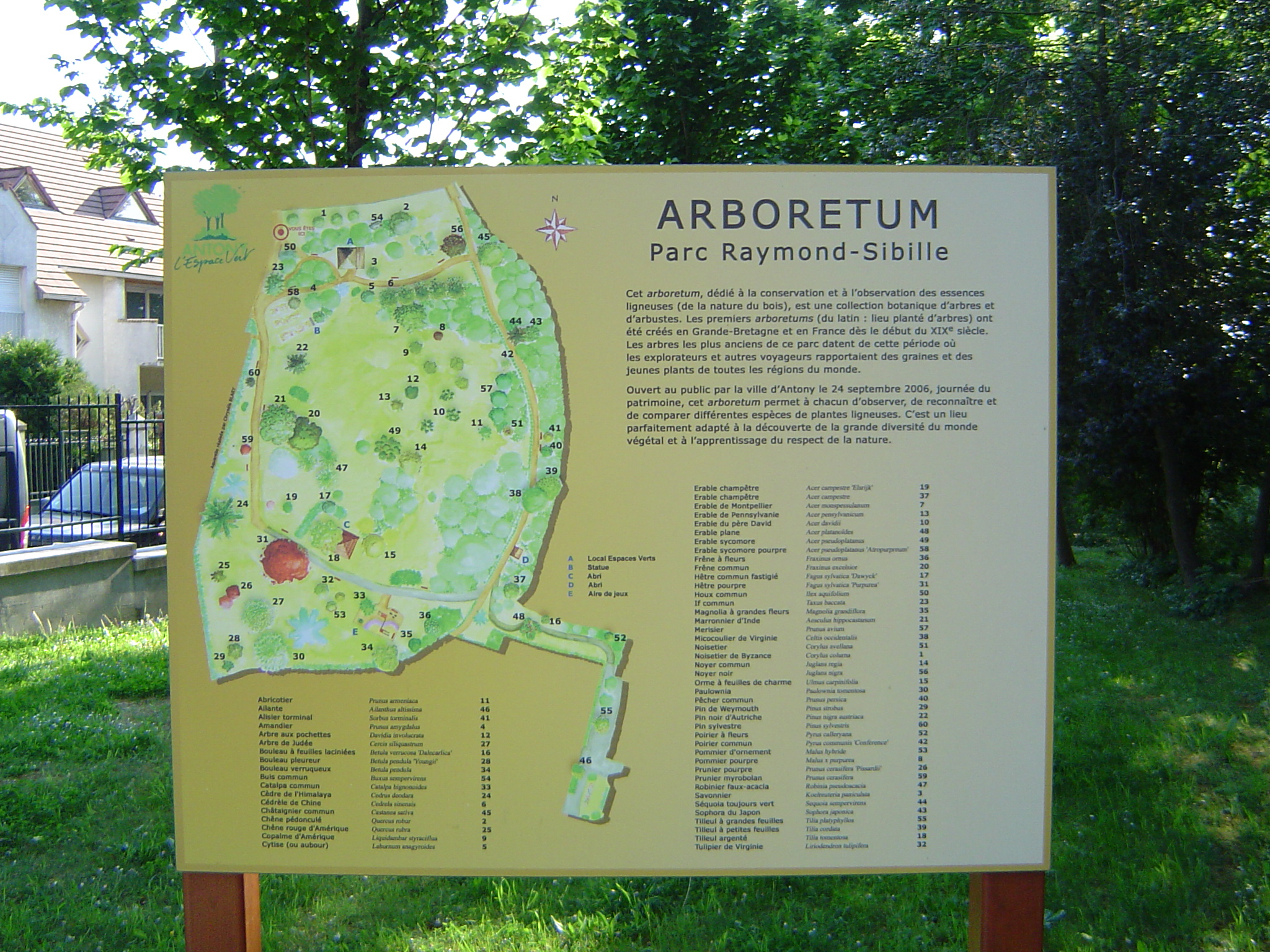
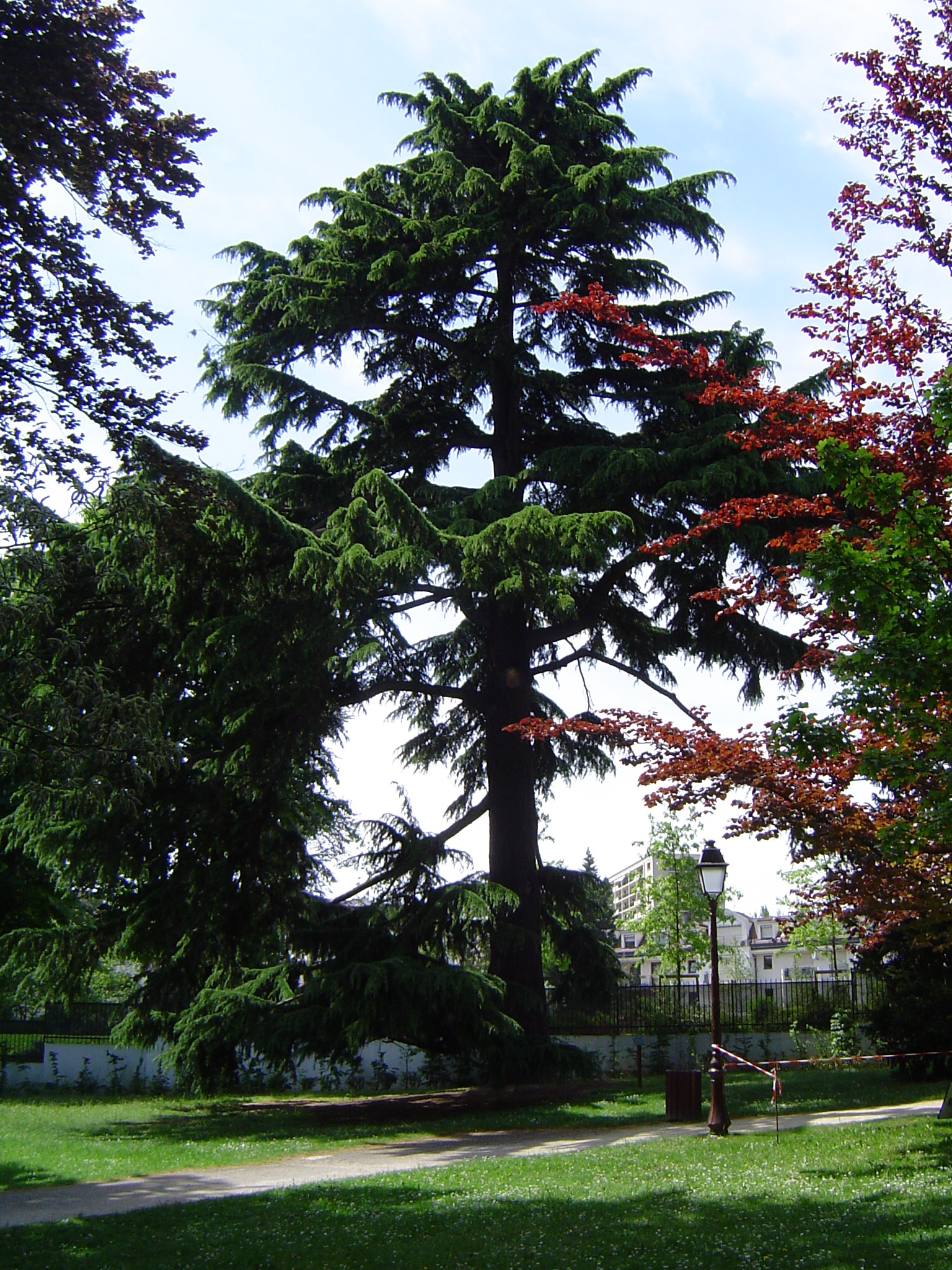